# Hrvaćani (Kotor-Varoš)
Hrvaćani (szerbül: Хрваћани), falu Bosznia-Hercegovinában, a Bosanska Krajina keleti részén, Kotor-Varoš községben, a Szerb Köztársaságban. 

## Fekvése
A település Bosznia-Hercegovina északi részén, Banja Lukától légvonalban 28, közúton 43 km-re délkeletre, községközpontjától légvonalban 6, közúton 11 km-re délkeletre, a Hrvačanska-patak mentén, az Uzlomac-hegység lábánál és nyugati nyúlványain, 350-750 méteres magasságban található. A településtől keletre, északkelet - délnyugati irányban folyik a Hrvaćanska folyó, a Vrbanja folyó jobb oldali mellékfolyója. Torkolata Dabovci község alatt van. Néhány kilométerrel nyugatra folyik a Vodalka - a Bosanka bal oldali mellékfolyója. A Bosanka a Vrbanja jobb oldali mellékfolyója, amelynek torkolata Vrbanjacitól lefelé található. A település központi része mintegy 460-470 m tengerszint feletti magasságban található. Egy körülbelül 3 km hosszú helyi út köti össze Hrvaćanit az M-4-es, Banjaluka − Kotor-Varoš − Obodnik − Maslovare − Teslić – Matuzići főúttal.

## Népessége
| Nemzetiségi csoport | Népesség 1991 | Népesség 2013 |
| ------------------- | ------------- | ------------- |
| Szerb               | 265           | 94            |
| Bosnyák             | 480           | 287           |
| Horvát              | 221           | 25            |
| Jugoszláv           | 0             | 0             |
| Egyéb               | 0             | 7             |
| Összesen            | 745           | 388           |

## Története
A vegyes lakosságú település 1878-ig tartozott az Oszmán Birodalomhoz, ekkor a berlini kongresszus határozata alapján az Osztrák-Magyar Monarchia része lett. 1879-ben az első osztrák-magyar népszámlálás során a Banja Luka-i járáshoz tartozó településnek 16 háztartása, 122 muszlim, 122 ortodox, 20 római katolikus és 12 izraelita lakosa volt.  1910-ben a Kotor Varoš-i járáshoz tartozó településen 26 háztartást, 151 muszlim, 32 ortodox és 30 római katolikus lakost találtak. A monarchia szétesésével 1918-ban előbb a Szerb-Horvát-Szlovén Királyság, majd 1929-től a Jugoszláv Királyság része lett. 1921-ben 299 lakosa volt, melyből 107 római 116 muszlim, 153 ortodox és 30 római katolikus volt. Az 1929-es törvény értelmében, amikor Bosznia-Hercegovinát négy banovinára, Drinskára, Vrbaskára, Zetskára és Primorskára osztották, a település a Vrbaska banovina része lett, amelynek székhelye Banja Luka volt. 
Jugoszlávia megszállása után a Független Horvát Állam (NDH) része lett. A második világháború után 1992-ig a szocialista Jugoszlávia részeként a Bosznia-Hercegovinai Népköztársasághoz tartozott. A boszniai háború során 1992 októberében a szerb hadsereg kiűzte a teljes bosnyák és horvát lakosságot. 1992 tavaszán a boszniai szerb erők megkezdték az etnikai tisztogatást az egész boszniai Krajinában. A bosnyákokat és horvátokat tömegesen gyilkolták meg, a többieket száműzték. Településeiket teljesen elpusztították, akárcsak a Vrbanja-völgy más részein, Kruševo Brdótól a folyó orbászi torkolatáig. 
A háború alatt a horvátok és bosnyákok nagy szenvedéseknek voltak kitéve, amit a Hágai Törvényszék több vádirata és ítélete is tartalmazott. A helyi lakosságot megkínozták, megölték és üldözték, az ingatlanokat pedig elpusztították. A gyerekeket és a nőket elkülönítették a csoporttól, és busszal szállították a szabad területre, a férfiakat pedig 1992. november 3-án megölték. A bűncselekményért még senkit nem vontak felelősségre. A családtagok szerint még 29 év után sem tudni, hogyan hajtották végre 161 bosnyák kivégzését. A sírt még nem fedezték fel. Hrvaćani lakosai különösen sokat szenvedtek, először Večićibe menekültek, majd a vidék többi száműzöttjével együtt tovább száműzték őket. Sokakat a grabovicai általános iskolában található táborba küldték, ahol nyomuk veszett. Hasonló sorsra jutottak más bosnyák települések is a Vrbanja völgyében, Kruševo Brdótól Banja Lukáig. A boszniai háborút lezáró daytoni békeszerződést követő területfelosztásnál Kotor-Varoš község részeként a Szerb Köztársaság területéhez került. 

## Nevezetességei
A boszniai háború idején az itteni mecset is megsemmisült. A mecset minaretje teljesen megsemmisült. A mecsetet tűz és több lövedék is megrongálta. Főkupolája széthasadt, kerületi falaiban lövedéklyukak vannak. A mecset mihrabjának falán nagy repedések voltak láthatók. Egy szomszédos kis épület, a mecset melléképülete is kiégett és elvesztette a tetejét. A háború után megindult a mecset újjáépítese. Az újjáépített mecsetet 2011. június 11-én avatták fel.

## Fordítás
- Ez a szócikk részben vagy egészben  a   Hrvačani című bosnyák Wikipédia-szócikk ezen változatának fordításán alapul.  Az eredeti cikk szerkesztőit annak laptörténete sorolja fel. Ez a jelzés csupán a megfogalmazás eredetét és a szerzői jogokat jelzi, nem szolgál a cikkben szereplő információk forrásmegjelöléseként.